# Perichares philetes
Perichares philetes is een vlinder uit de familie van de dikkopjes (Hesperiidae). De wetenschappelijke naam van de soort is voor het eerst geldig gepubliceerd in 1790 door Gmelin, als een nomen novum voor Papilio coridon Fabricius, 1775.